# David Berlo
David Kenneth Berlo (1929 – 23 de febrero de 1996) fue un teórico de la comunicación estadounidense. Enseñó en la Universidad Estatal de Míchigan y después sirvió como rector en la Universidad Estatal de Illinois.

## Primeros años y carrera
Creció en San Luis, Misuri y estudió psicología en la Universidad de Illinois en Urbana-Champaign. Berlo permaneció en la UIUC para obtener su doctorado en comunicaciones bajo la guía de Wilbur Schramm. Mientras tanto en la Universidad de Illinois escribió un libro de texto sobre comunicación titulado El Proceso Comunicativo, el cual es usado hasta el día de hoy. Berlo fue presidente fundador de la Facultad de Comunicación en la Universidad Estatal de Míchigan, desempeñando el cargo desde 1958 hasta 1971.

## Estancia en la Universidad Estatal de Illinois
Berlo sumió la rectoría de la Universidad Estatal de Illinois en 1971, tenía grandes esperanzas en dicha universidad, esperando que se convirtiera en la primera universidad de pregrado en el Estado. Una forma en la que Berlo hizo esto fue teniendo reuniones con cada departamento académico y decidiendo dónde podrían recortar costos con la intención de redistribuir el financiamiento. Los recortes fueron vistos en la eliminación de programas académicos y especializaciones tales como la Maestría en Física y la especialización en Educación para la Enseñanza de la Economía Doméstica, junto con la reducción en la admisión a algunos programas. Algunas sugerencias controversiales de Berlo fueron una tarifa adicional por los servicios de salud dentro del campus y un centro de planificación familiar. También quería cambiar la estructura administrativa completa de la universidad, lo cual encontró gran resistencia por parte del Claustro de la universidad. Una característica definitiva de la rectoría de Berlo fue la baja moral vista entre los miembros de la facultad y los estudiantes universitarios. Los cambios de los sueldos de los profesores sin la concurrencia del claustro académico de la facultad y la centralización del gobierno de la facultad contribuyeron con esto. Las acciones de Berlo respecto a quién toma las decisiones y la cantidad de poder retenida al Claustro de la universidad, los miembros de la facultad, y a los estudiantes que habían estado luchando por más poder en el campus alteraron a todos estos grupos y los hicieron sentir como si Berlo estuviera ignorando la Constitución de la Universidad Estatal de Illinois y el Claustro de la universidad. Una parte notable de la estancia de Berlo en el cargo de la Universidad Estatal de Illinois fue la carrera de Doug Collins, un notable jugador de básquetbol que llegó a jugar y ser entrenador en la NBA, junto con jugar en los Juegos Olímpicos del Verano de 1972.
Controversia en la residencia de la rectoría
Durante el periodo de Berlo como rector, la Junta de Regentes que dirigía la universidad decidió que el presidente debería vivir en una residencia provista por la universidad, y el costo de construcción llegó a ser un punto de contienda. Se descubrió que los cargos dichos a la Junta no eran completamente correctos, y la construcción de la residencia fue mucho más cara que la previamente estimada o aprobada. Un auditor independiente descubrió que la casa costo $80,000 dólares más que el presupuesto acordado y desde que él era el rector de la universidad, Berlo por último asumió la culpa por ello. Hubo también otros costos de Berlo que fueron criticados, tales como su acuerdo de alimentos con un comedor y sus facturas de licor, levemente criticados debido a normalmente ser una ciudad seca.
Berlo renunció a la rectoría de la UEI el 30 de mayo de 1973.

## Últimos años y muerte
Berlo se mudó a San Petersburgo, Florida donde Murió el 23 de febrero de 1996 a la edad de 66 años y fue enterrado en el Mausoleo y Cementerio Nuevo San Marcos en Affton, Misuri.